# Lisztomania (single)
Lisztomania is een nummer van de Franse indierockband Phoenix uit 2009. Het is de tweede single van hun vierde studioalbum Wolfgang Amadeus Phoenix.
De term 'Lisztomania' werd door de Duitse dichter Heinrich Heine gebruikt om de intense fanrazernij te beschrijven die tijdens de optredens van de Hongaarse componist Franz Liszt plaatsvond. Het nummer flopte in thuisland Frankrijk, maar werd wel een klein hitje in Vlaanderen, waar het de 15e positie bereikte in de Tipparade.